# Motherwell Football & Athletic Club
El Motherwell Football & Athletic Club és un club de futbol escocès de la ciutat de Motherwell.

## Història
L'any 1886, dos clubs amateurs de fàbriques, Glencairn F.C. i Alpha F.C. s'uniren per formar el Motherwell Football Club el 17 de maig. L'any 1893 decidí esdevenir professional i ingressà a la segona divisió de la lliga escocesa. L'any 1896 es traslladà a l'estadi de Fir Park. Després de deu temporades a la segona divisió, el 1902-03 assolí el primer ascens a Primera Divisió. Els primers colors del club foren el blau, canviant el 1912-13 als actuals ambre i bordeus.
La seva primera gran època la visqué als anys 30. Guanyà la seva primera (i única a data de 2008) lliga escocesa la temporada 1931-32, amb un total de 30 victòries en 38 partits i 119 gols (52 marcats per Willie MacFadyen, que es manté com a màxim golejador de la història del club amb 251 gols). També arribà a la final de la copa tres cops. Als anys 50 guanyà una Copa de la Lliga i una Copa escocesa les temporades 1950-51 i 1951-52. El seu darrer gran títol fou una nova Copa l'any 1991.

## Palmarès
- Lliga escocesa de futbol: 1932.
- Segona divisió de la lliga escocesa de futbol: 1954, 1969, 1982, 1985.
- Copa escocesa de futbol: 1952, 1991.
- Copa de la Lliga escocesa de futbol: 1951.

## Entrenadors
| - John "Sailor" Hunter (1911-1946) - George Stevenson (1946-1955) - Bobby Ancell (1955-1965) - Bobby Howitt (1965-1973) - Ian St. John (1973-1974) - Willie McLean (1974-1977) - Roger Hynd (1977-1978) - Ally MacLeod (1978-1981) - David Hay (1981-1982) - Jock Wallace (1982-1983) | - Bobby Watson (1983-1984) - Tommy McLean (1984-1994) - Alex McLeish (1994-1998) - Harri Kampman (1998) - Billy Davies (1998-2001) - Eric Black (2001-2002) - Terry Butcher (2002-2006) - Maurice Malpas (2006-2007) - Mark McGhee (2007-present) |